# Лакруа-Баррес
Лакруа́-Барре́с (фр. Lacroix-Barrez, окс. La Crotz) — коммуна во Франции, находится в регионе Окситания. Департамент — Аверон. Входит в состав кантона Мюр-де-Баррес. Округ коммуны — Родез.
Код INSEE коммуны — 12036.
Коммуна расположена приблизительно в 460 км к югу от Парижа, в 165 км северо-восточнее Тулузы, в 50 км к северу от Родеза.

## Население
Население коммуны на 2008 год составляло 517 человек.
| 1962 | 1968 | 1975 | 1982 | 1990 | 1999 | 2008 |
| ---- | ---- | ---- | ---- | ---- | ---- | ---- |
| 591  | 662  | 613  | 632  | 574  | 550  | 517  |

## Экономика

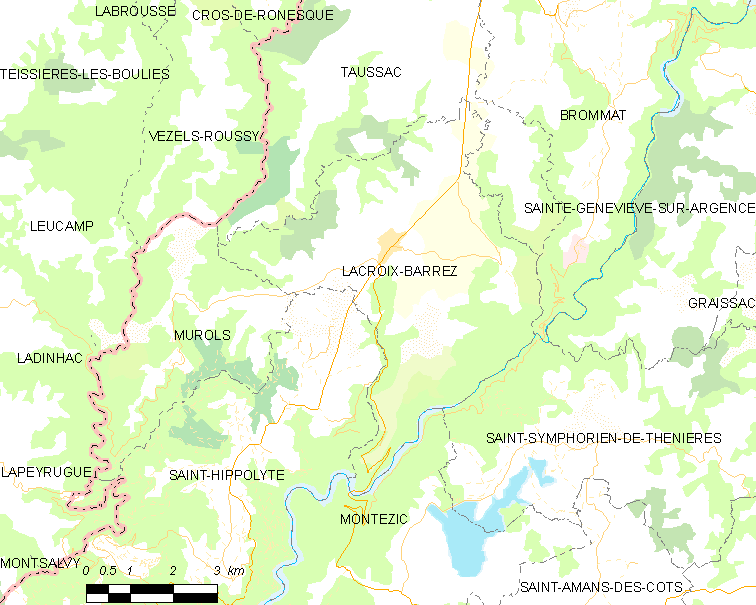
Карта коммуны

В 2007 году среди 310 человек в трудоспособном возрасте (15—64 лет) 196 были экономически активными, 114 — неактивными (показатель активности — 63,2 %, в 1999 году было 63,4 %). Из 196 активных работали 183 человека (105 мужчин и 78 женщин), безработных было 13 (4 мужчины и 9 женщин). Среди 114 неактивных 28 человек были учениками или студентами, 48 — пенсионерами, 38 были неактивными по другим причинам.

## Достопримечательности
- Руины замка Валон[фр.] (XIV век). Памятник истории с 1925 года[3]
- Церковь Бар (XV век)
- Церковь Фрес (XIX век)
- Часовня Каплот (XIX век)